# Federico Gutierrez (Fag Libert)
Federico Angel Gutiérrez (Fag Libert), 1878-1951, fue un escritor, poeta y periodista anarquista argentino. Fue oficial de la policía hasta ser exonerado por adherir clandestinamente al anarquismo.

## Biografía
Realizó aportes al periódico de divulgación de pensamiento anarquista La Protesta, la publicación quincenal "Labor", entre otros textos.
- Fue el autor de "Noticias de policía..." (Buenos Aires, 1907),[3] donde describe de forma detallada distintos relatos de la Policía de la Capital (lo que a posterior fue la Policía Federal Argentina) y su posterior exoneración.

En estos relatos describe de forma crítica la policía de aquella época:

La disciplina de la repartición policial no es, ni con mucho, la disciplina del cuartel, que tiene por base el rigor del gesto, lo mismo en el General que en el soldado.
Es la disciplina del mendrugo, de la pobreza de espíritu, del miedo ratonil. No sabe sinó marcar el paso y arrestar, por cualquier tontería, á los vigilantes.

- Los hijos de nadie (Federico A. Gutiérrez, La Rebelión, Asunción del Paraguay, n° 5, 7 de diciembre de 1908)

- También realizó aportes a "MARTÍN FIERRO. Revista popular ilustrada de crítica y arte" (1904 -1905)[5]